# گئورگ السر
یوهان گئورگ السر (به آلمانی: Johann Georg Elser) (زادهٔ ۴ ژانویه ۱۹۰۳ – درگذشتهٔ ۹ آوریل ۱۹۴۵) یک نجار آلمانی بود که برای ترور آدولف هیتلر و دیگر رهبران نازی برنامه‌ریزی و اقدام کرد. او بعد از دستگیری به مدت ۵ سال بدون محاکمه زندانی شد تا سرانجام در اردوگاه کار اجباری داخائو اعدام شد.

## اقدام برای ترور رهبران نازی
السر می‌دانست که هیتلر و تمام سران و رهبران نازیسم، هر سال در جشن یادبود در بورگربروی کلر (Bürgerbräukeller)، در شهر مونیخ، شرکت می‌کنند. به این دلیل، او این محل را برای انجام ترور انتخاب و از نوامبر سال ۱۹۳۸، شروع به بررسی و شناسایی محل ترور نمود. السر برای این کار، یک بمب ساعتی دست‌ساز درست کرد و در اوت ۱۹۳۹، به مونیخ رفت و به‌مدت ۳۰ شبانه روز در محل بورگربروی کلر مخفیانه زندگی نمود تا بتواند در ستونی که در کنار تریبون قرار داشت و هیتلر معمولاً در پشت آن سخنرانی می‌کرد، بمب دست‌ساز خود را جاسازی کند.
او در ششم نوامبر، بمب را جاسازی کرد و ساعت انفجار را برای روز هشتم نوامبر، ساعت نه و بیست دقیقه شب، تنظیم کردد. هوا در آن شب برای پرواز بسیار بد می‌شود، به گونه‌ای که هیتلر مجبور می‌شود به جای هواپیما با راه‌آهن به برلین بازگردد و در نتیجه زمان سخنرانی او را حدود نیم ساعت به جلو می‌اندازند. به علاوه اینکه هیتلر در آن شب، بسیار کوتاه‌تر از معمول سخنرانی می‌کند و جلسه زودتر به پایان می‌رسد. هیتلر پنج دقیقه پس از ساعت نه شب، سالن جلسه را ترک می‌کند و سیزده دقیقه بعد، بمب منفجر می‌شود. از مجموع دویست نفری که در آنجا حضور داشتند، هشت نفر کشته و شصت و سه نفر مجروح می‌شوند.

## دستگیری و اعدام
السر در بعد از ظهر هشتم نوامبر (روز انفجار)، در حالی که قصد داشت غیرقانونی از مرز سوئیس عبور کند، به‌طور اتفاقی به دام پلیس می‌افتد و بازداشت می‌شود. گئورگ السر به اردوگاه کار اجباری زاخسنهاوزن و سپس به اردوگاه کار اجباری داخائو فرستاده شد و در روزهای پایانی جنگ، در نهم آوریل ۱۹۴۵، تیرباران شد.